# Museo Arqueológico Nacional de Nápoles
El Museo Arqueológico Nacional de Nápoles (MANN) está considerado uno de los más importantes de su género en Europa, tanto por la calidad como por la cantidad de las obras que expone.
El edificio donde se aloja el museo, se empezó a construir en 1585, tiene también un gran interés arquitectónico y, de hecho, es uno de los principales palacios monumentales de Nápoles. Está situado en la Plaza del Museo, núm. 19.
Constituyen el museo cuatro núcleos fundamentales: la Colección Farnesio, compuesta por objetos provenientes de Roma y sus alrededores; las colecciones pompeyanas, con testimonios procedentes de Pompeya, Herculano, Estabia, Boscoreale y otros antiguos recintos arqueológicos del área del Vesubio, pertenecientes mayoritariamente a las colecciones borbónicas; otros objetos pertenecientes a colecciones menores, adquiridas o donadas al museo (por ejemplo, la colección Stefano Borgia, la Santangelo, la Stevens, la Spinelli); objetos provenientes de excavaciones llevadas a cabo por la Dirección General de Arqueología de Nápoles y Caserta (sección Prehistórica, Cumana, Pithecusae, Neapolis), de la que depende el museo.

## Historia
El edificio que alberga el Museo se terminó en los primeros años del siglo XVII cuando era una antigua caballeriza en 1586 y que más tarde, en 1615 se convirtió en el antiguo Palazzo dei Regi Studi (Palacio de los Estudios Reales), sede de la Universidad de Nápoles. Cuando la Universidad se trasladó a otro lugar en 1777, el rey Fernando IV encargó al arquitecto Ferdinando Fuga la restauración y adaptación del mismo para albergar el Museo Real, y la Biblioteca Real, conteniendo en su interior las colecciones arqueológicas de Pompeya, Herculano y Estabia, además de las colecciones de Carlos III de España, hijo de Isabel de Farnesio, que heredó y que desde 1738 se hallaban en el Palacio Real de Capodimonte. En una segunda restauración, el Museo se convirtió en el Museo Borbónico, y dio cabida en este momento a la colección egipcia de Estéfano Borgia. Por lo tanto, en el Museo se fusionaron las colecciones privadas, como la de los Farnesio, junto con los riquísimos hallazgos de las ciudades en torno al Vesubio excavadas a finales del XVIII por la Corona Española bajo el mando de Carlos III.
Durante el siglo XIX el museo continuó recopilando piezas y nuevo material de las colecciones privadas y las excavaciones, sobre todo de la Campania y del sur de Italia. Con la unificación italiana en 1860, el museo pasó a llamarse Museo Nacional de Garibaldi. Se aprovechó el espacio que dejó la Biblioteca en 1925 cuando fue trasladada a otro local y después, en 1957 pasó lo mismo cuando la colección de lienzos conformó la piedra fundamental del Museo Nacional y Galerías de Capodimonte, en el palacio del mismo nombre.
Desde este momento contuvo solo las ricas colecciones de la Antigüedad, y se convirtió en Museo Arqueológico tal y como lo conocemos hoy día. Durante algunos años su estructura se ha visto sometida a un gran trabajo de restauración, próxima a concluir, y una vez más, hay en proyecto una extensa reorganización de sus colecciones, con el doble propósito de reflejar el papel que han tenido los coleccionistas privados en la recopilación del patrimonio arqueológico y en la ilustración de los diversos hallazgos en su contexto específico.

## Mármoles

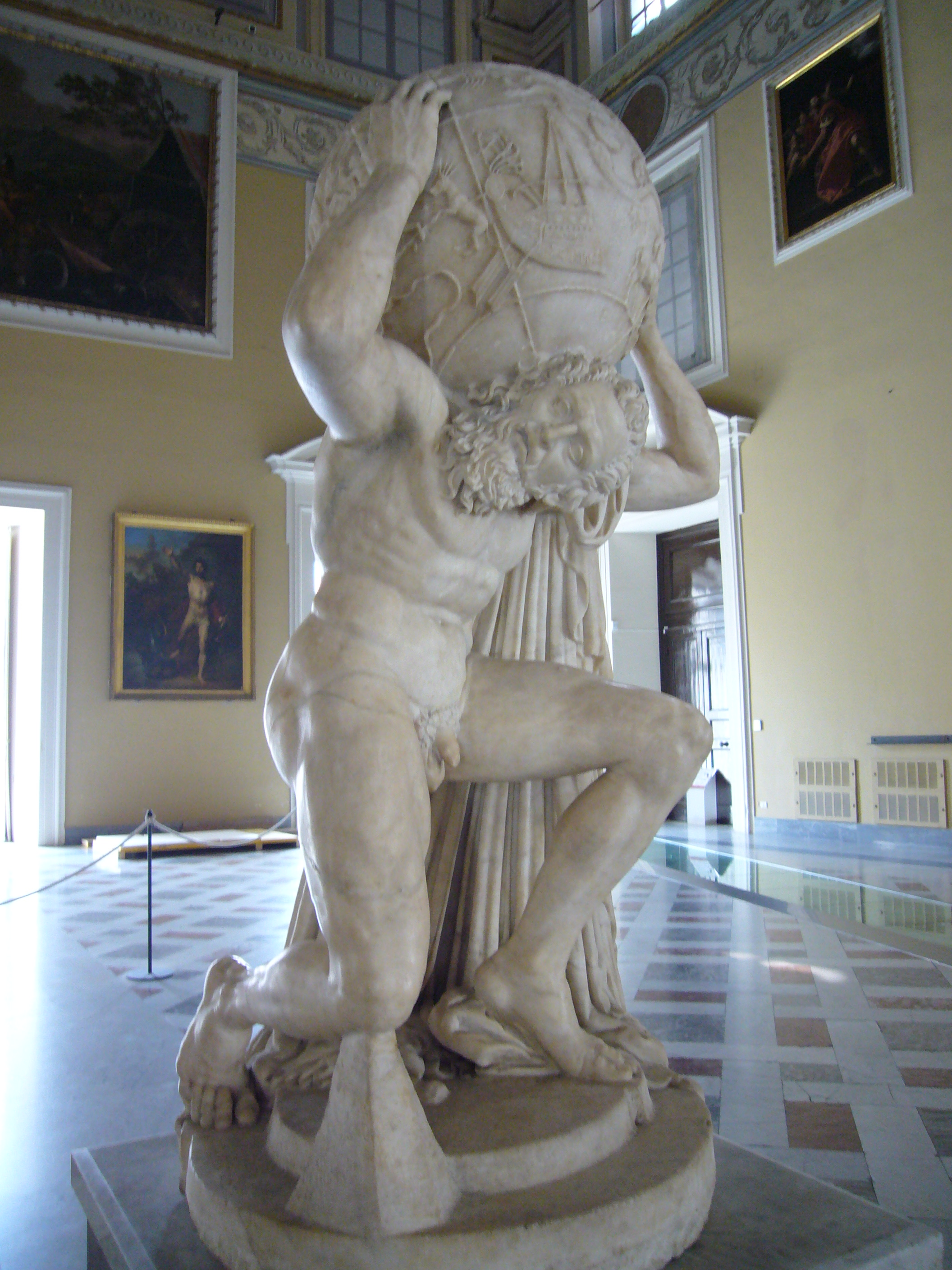
Atlas Farnese, expuesto en el Salón de la Meridiana del museo.

El museo tiene sobre todo una rica colección de escultura griega y romana, procedente de la excavación de diferentes yacimientos, especialmente en torno al Vesubio y en los Campos Flégreos, y de colecciones privadas, siendo la más importante la Colección Farnesio, legado fundamental del gusto renacentista en el coleccionismo de la Antigüedad. En parte el museo sigue conservando el trazado original de comienzo de siglo, como en el hall principal, donde se pueden ver las esculturas honoríficas de Pompeya y Herculano, y en el sector dedicado a la Antigua Grecia, en el que las Galerías de los Tiranicidas y los Grandes Maestros ilustran el estilo severo y el estilo clásico, respectivamente, de la escultura griega, con algunas obras originales copias romanas en mayor número. El nuevo trazado reunirá todos los mármoles Farnesio, y el primer paso se dio recientemente con la reparación de las esculturas halladas en el siglo XVI durante la excavación llevada a cabo por esta familia de las termas de Caracalla en Roma. Destaca entre las esculturas halladas en ellas, el grupo del Toro Farnesio. Otra de las salas muestra los bustos de retratos griegos y romanos de la Colección Farnesio. Para terminar, dos salas albergan exposiciones temporales de otros mármoles Farnesio y diversas esculturas.

## Colección Farnesio
Ocupa las salas y galerías de la planta baja, dispuestas alrededor del patio oriental. En medio del patio hay un espléndido labrum o balsa de pórfido rojo que también forma parte de la colección. Con la nueva reorganización del museo, las salas se han ido abriendo poco a poco y todavía no se expone todo lo que hay.
La Colección Farnesio es una preciosa muestra del coleccionismo renacentista. Posee esculturas honoríficas y monumentales, bustos y retratos griegos y romanos, obras originales de la antigua Grecia desde el periodo severo hasta el helenismo y una serie más extensa de copias romanas. Los dos principales tesoros de esta sección son el grupo escultórico Toro Farnesio y la gran estatua Hércules Farnesio procedentes de las termas de Caracalla de Roma. 
Se han reordenado las esculturas de la colección que Fernando IV heredó de su abuela Isabel de Farnesio agrupándolas por lugares y palacios, tal y como estaban subdivididas y expuestas en Roma antes de que fueran trasladadas a Nápoles.

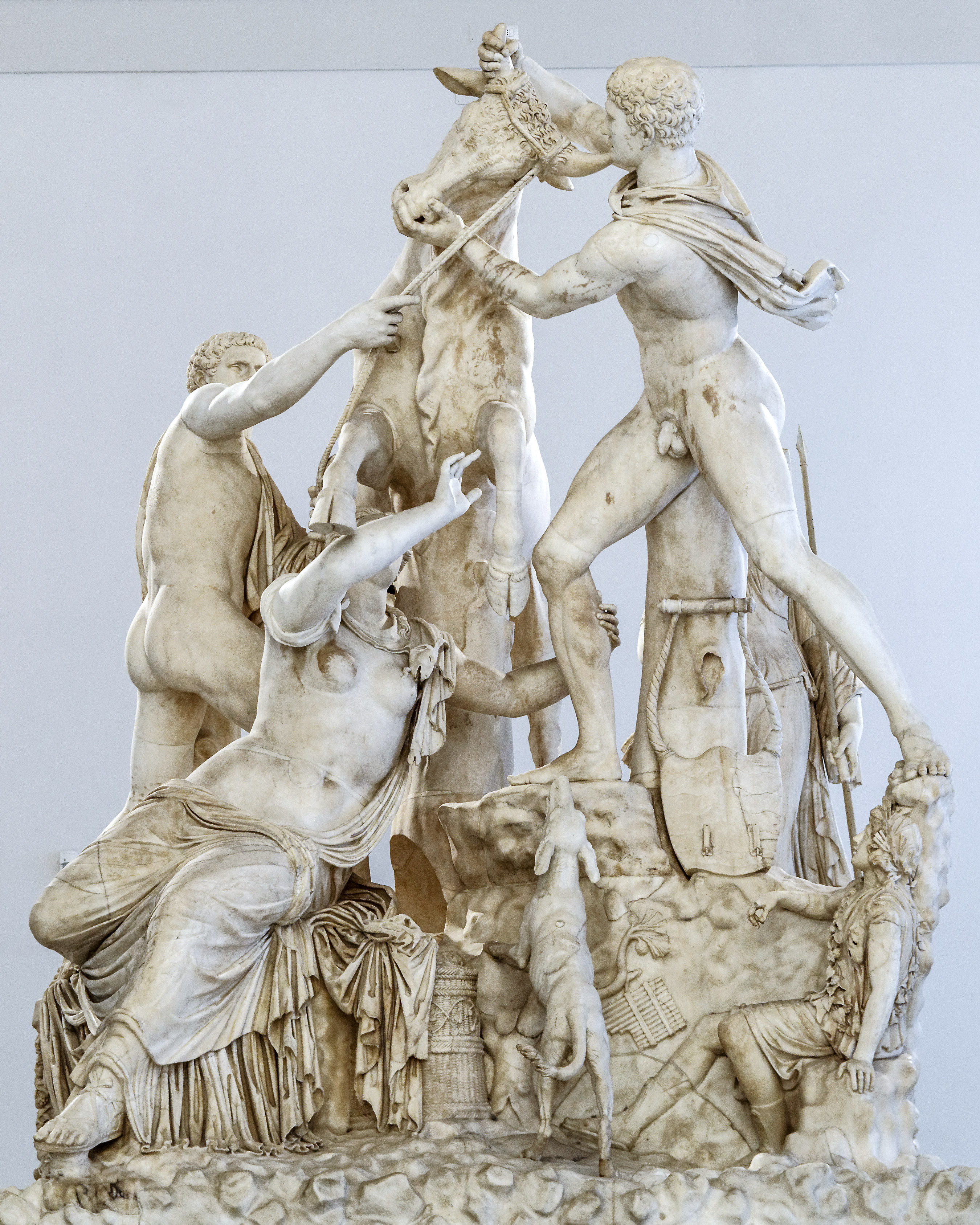
Toro Farnesio
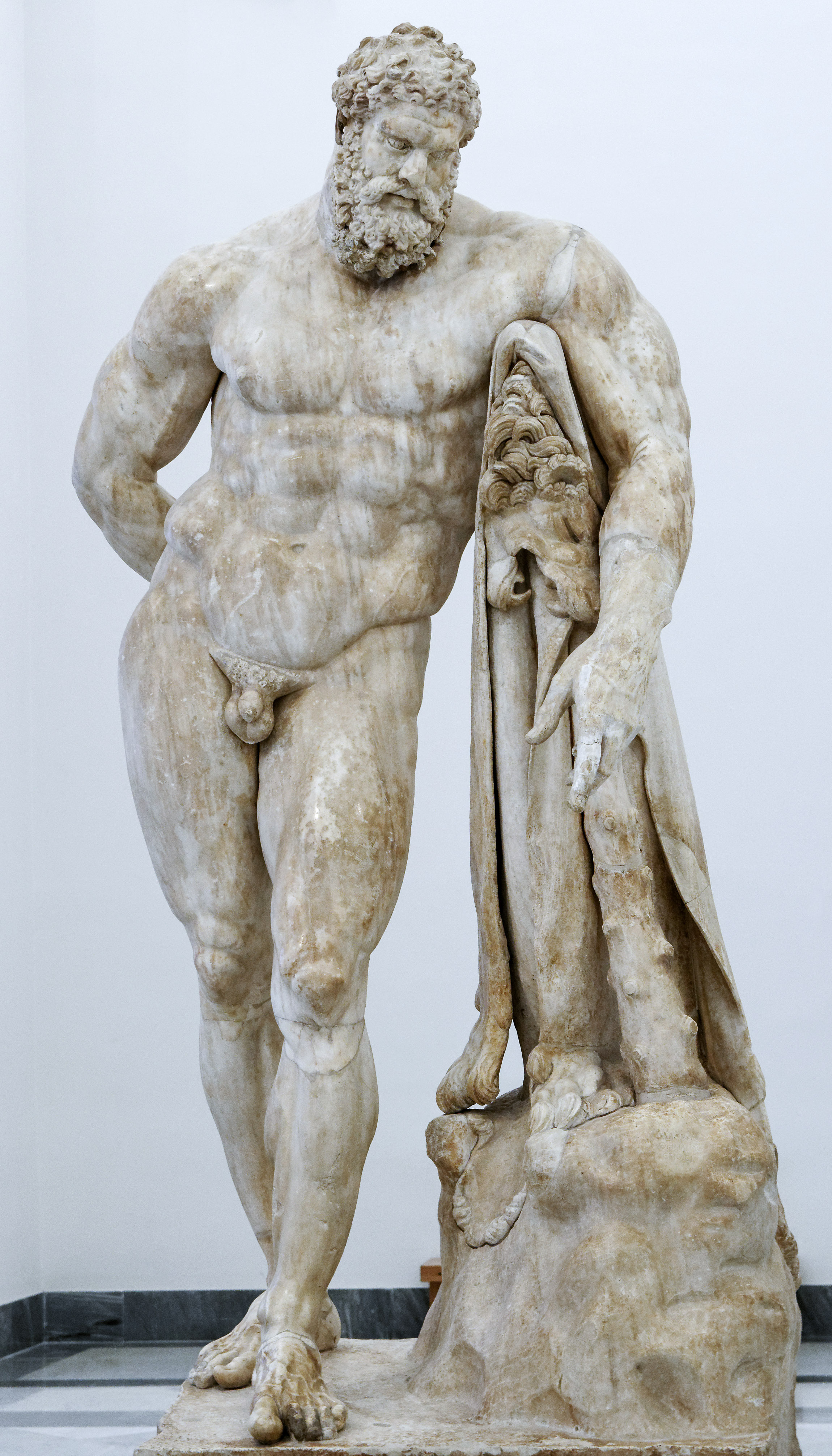
Hércules Farnesio
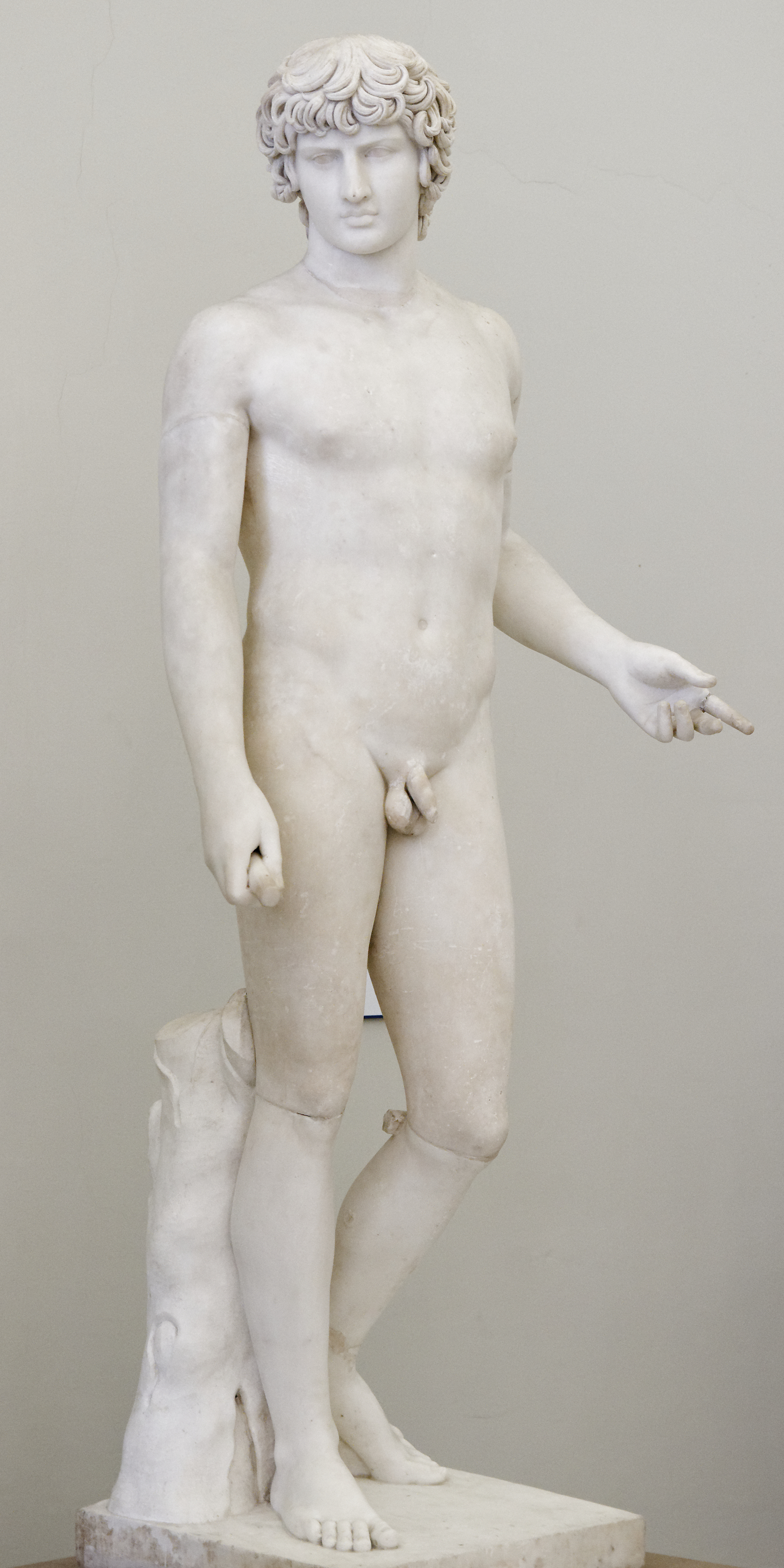
Antínoo Farnesio

### Las gemas Farnesio
La Colección Farnesio de piedras preciosas grabadas tiene como elemento primordial los ejemplares coleccionados por Cosme de Médicis en el siglo XV y comprende las obras de mayor calidad creadas en Grecia, Roma y el Renacimiento. La pieza más famosa del Tesoro del Magnífico es una copa hecha de ágata sardónice conocida como Copa Farnesio, uno de los camafeos más grandes que existen, creada en la corte de los Ptolomeos en Alejandría alrededor del 150 a. C.

## Colección pompeyana

### Escultura en mármoles
Las estatuas provenientes de las antiguas ciudades sepultadas por el Vesubio, tanto las de mármol como las de bronce, de momento no se exponen al público, ya que las salas donde deben ir, en torno al patio occidental, todavía no se han terminado. Solo unas cuantas esculturas particularmente significativas como, por ejemplo, el Doríforo  se han colocado provisionalmente en algunas salas o galerías de la planta baja. Por ejemplo, de octubre de 2008 a abril de 2009 se exhibieron estatuas de bronce de Herculano en el atrio del museo, con ocasión de una exposición temporal.

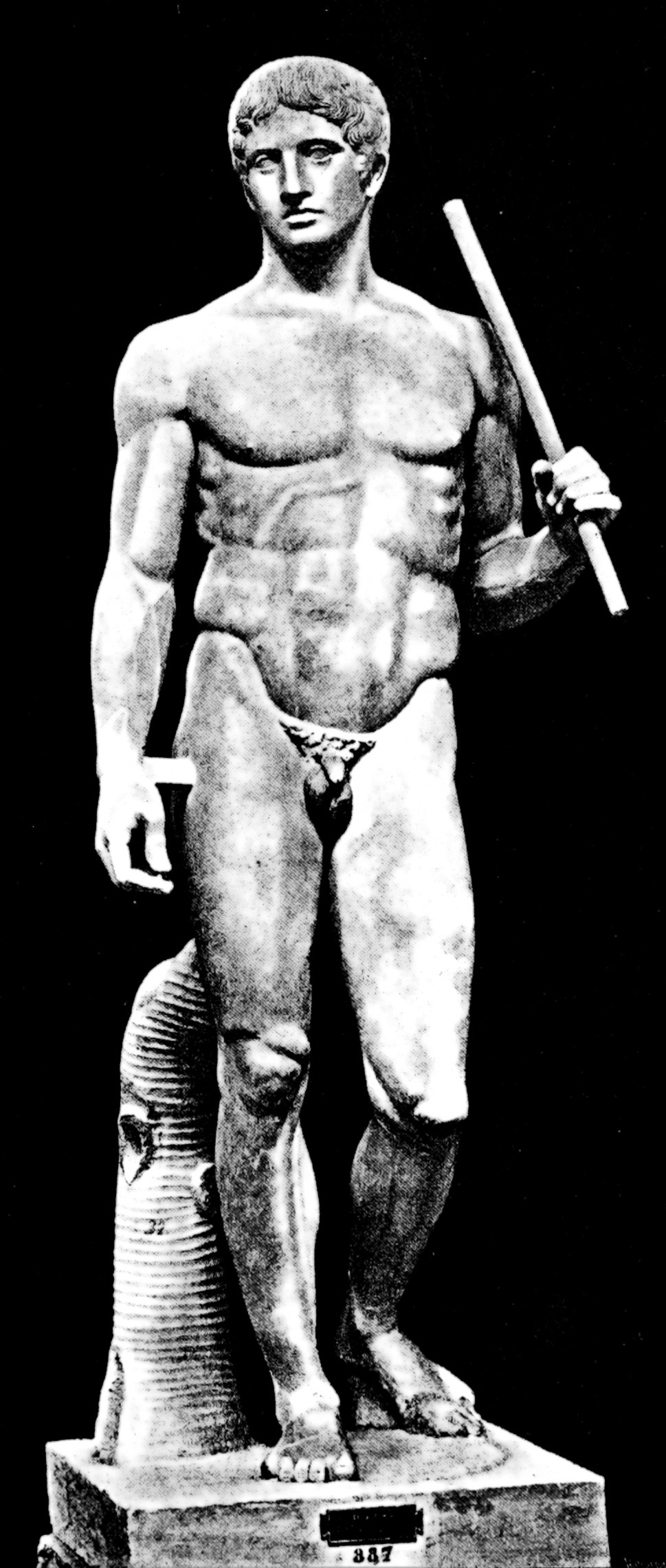
Doríforo.
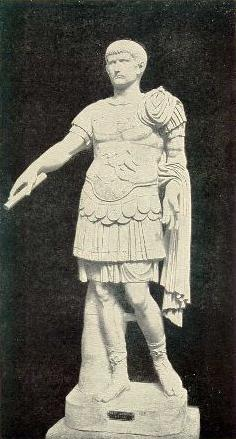
Calígula.
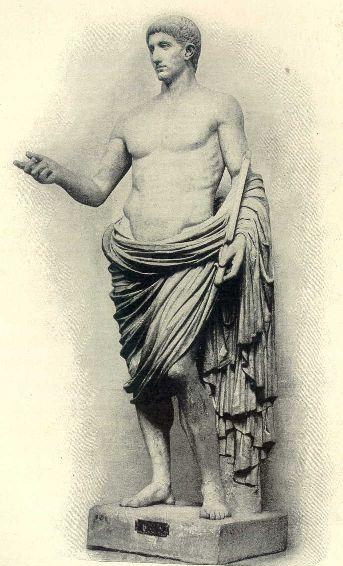
Druso el Mayor.
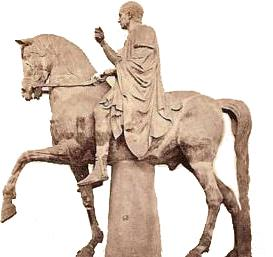
Nonio Balbo.

### Mosaicos
Esta sección, única en su género, está formada por fragmentos de la decoración del suelo y las paredes de Herculano, Pompeya y Estabia, con emblemas, escenas y figuras de inspiración griega. Son destacables las escenas realizadas por Dioscúrides de Samos y mosaicos de la Casa del Fauno de Pompeya, con una famosa escena de la batalla de Issos entre Alejandro Magno y las tropas de Darío, además de los fragmentos de mosaico hechos con la técnica del opus sectile, una composición con mármoles de diversos colores.

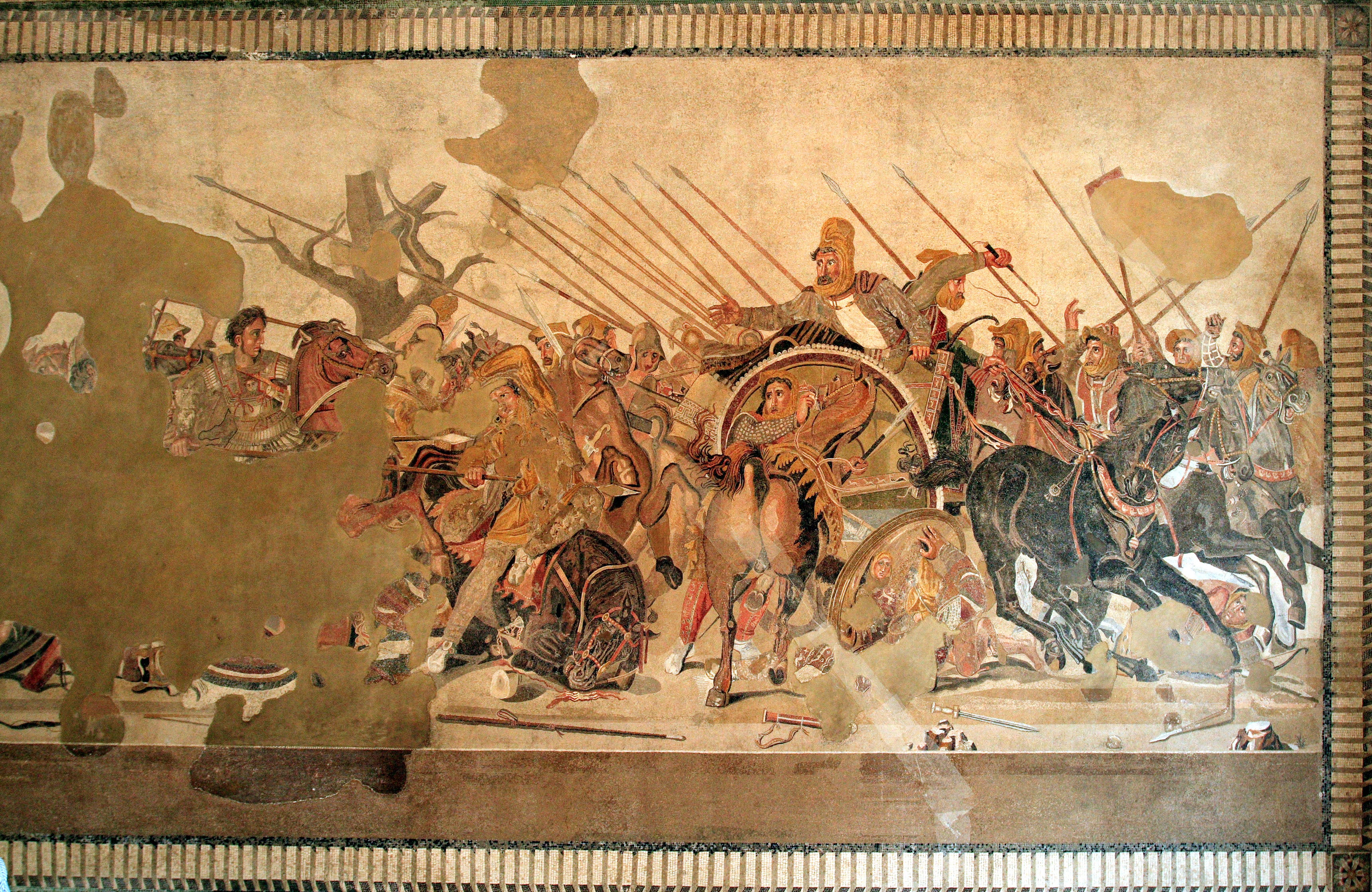
Batalla de Alejandro Magno contra Darío I
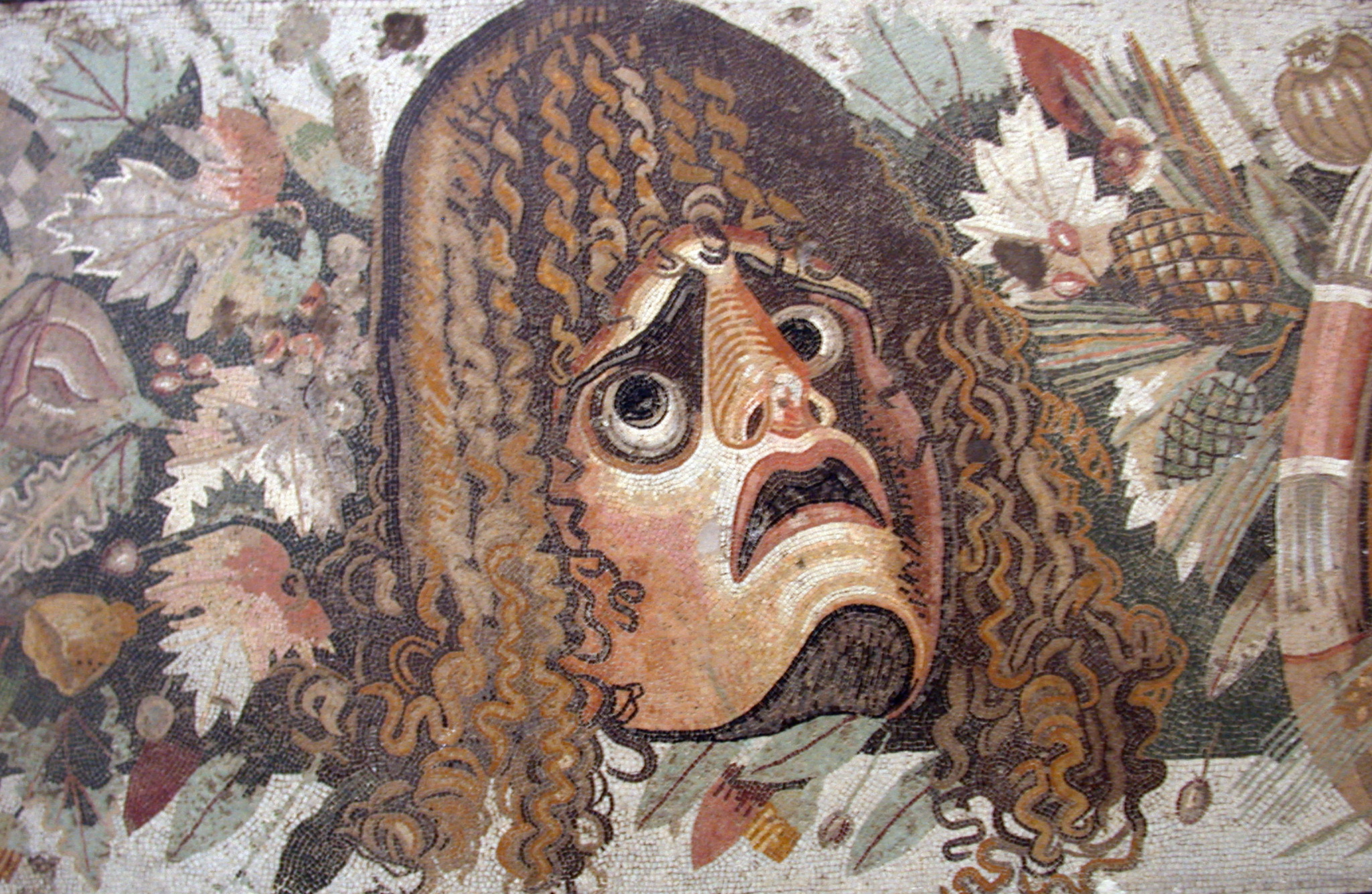
Máscara, de Pompeya
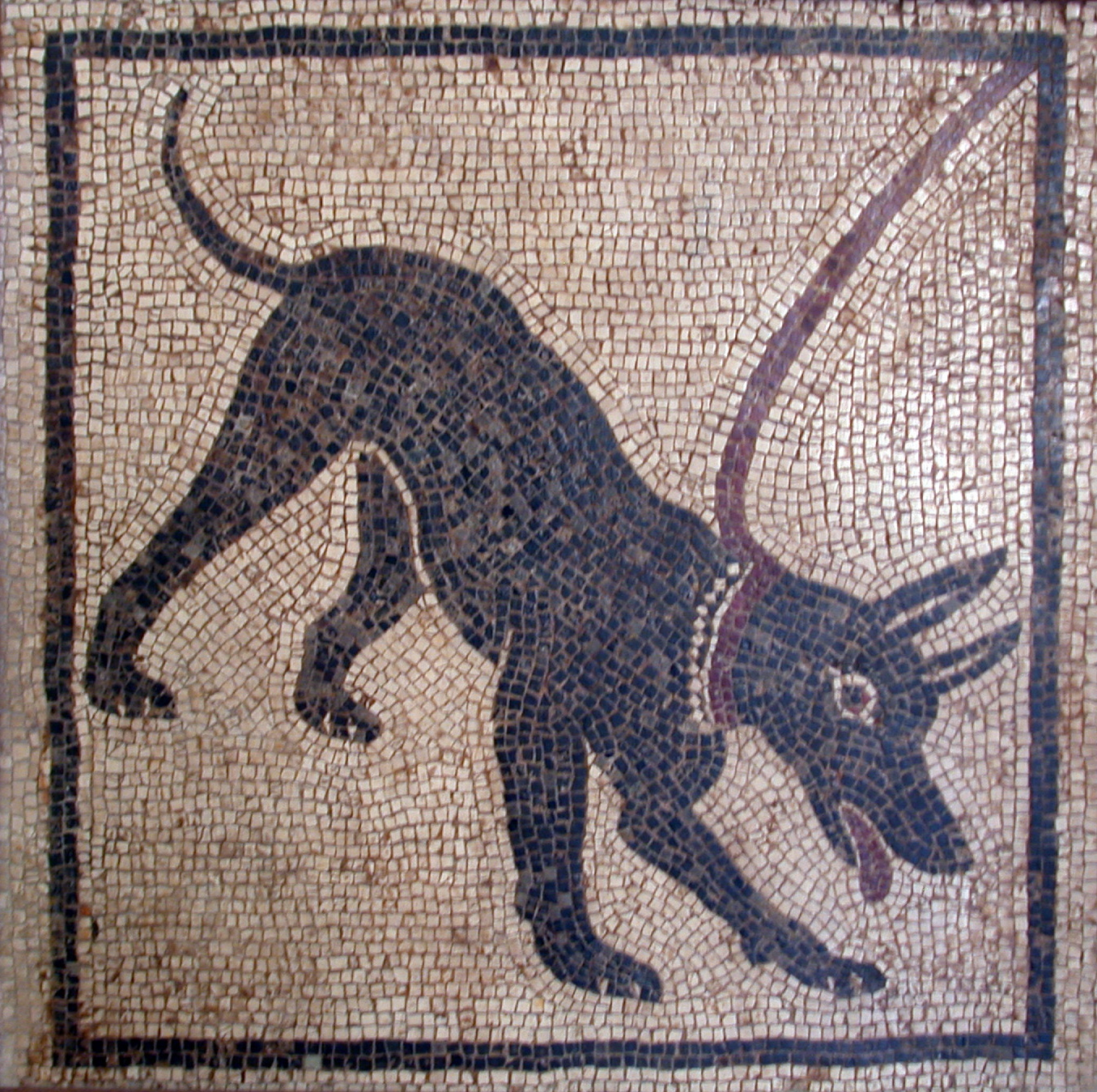
Cave canem («Cuidado con el perro»)
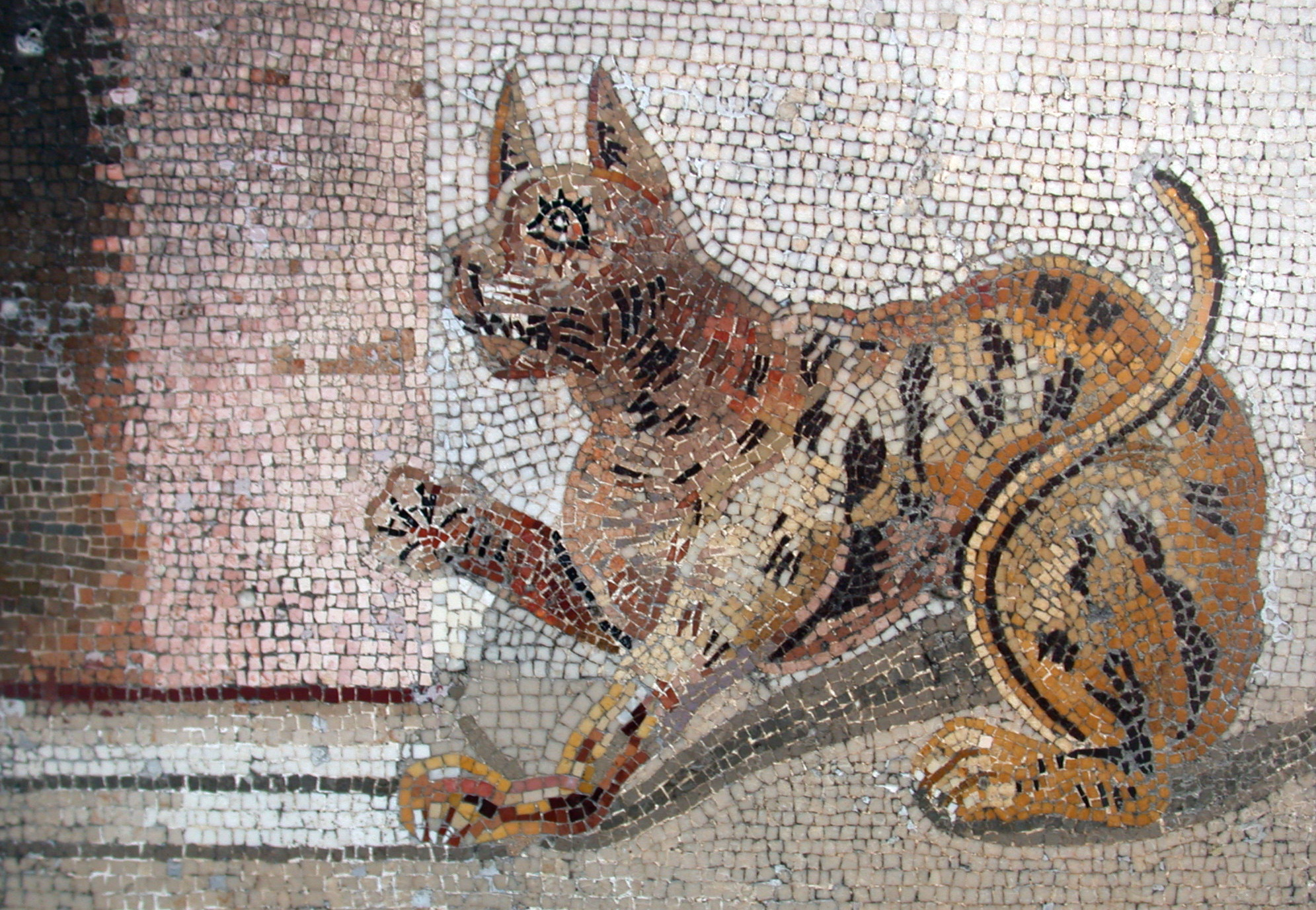
Gato
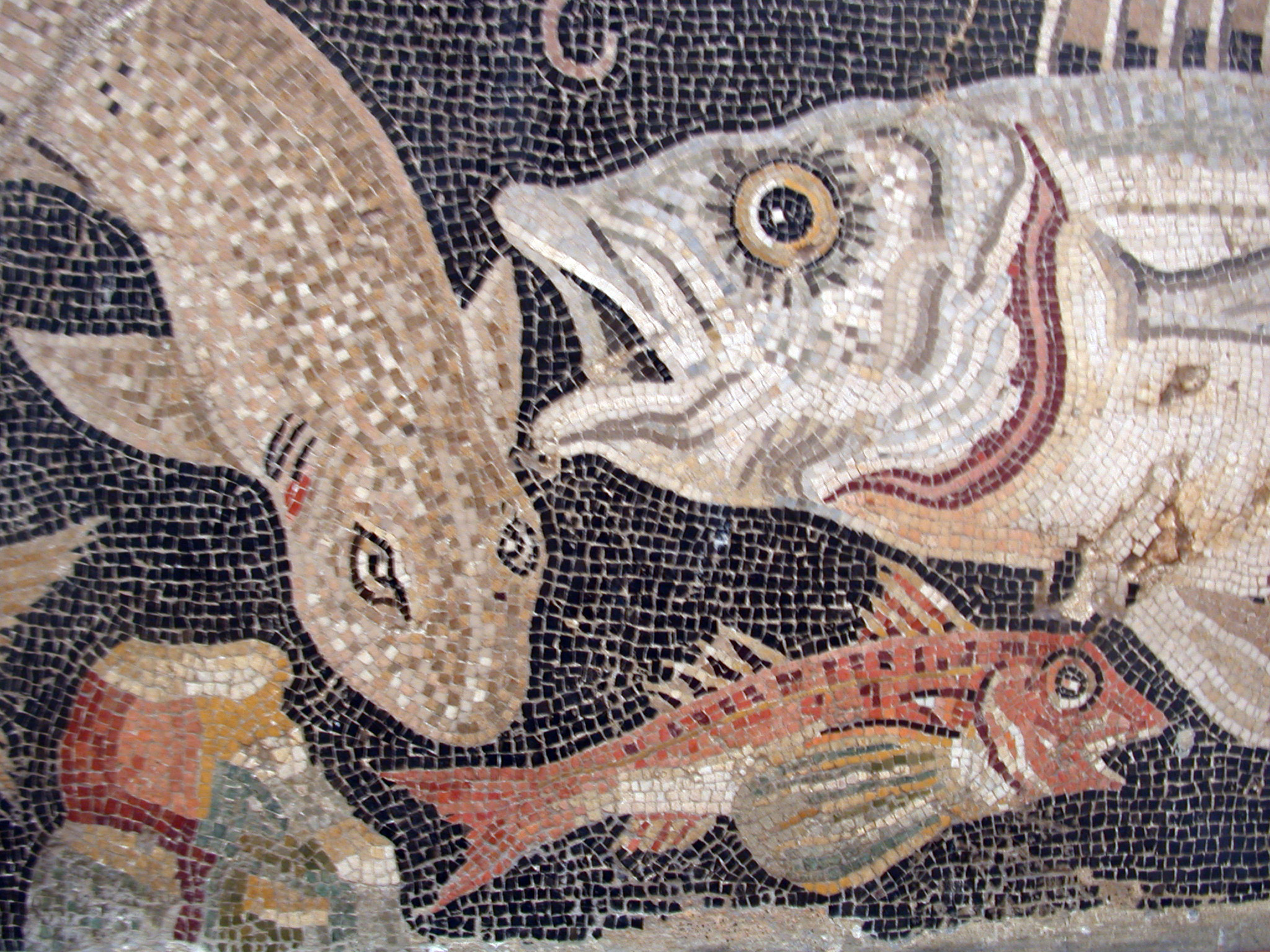
Peces
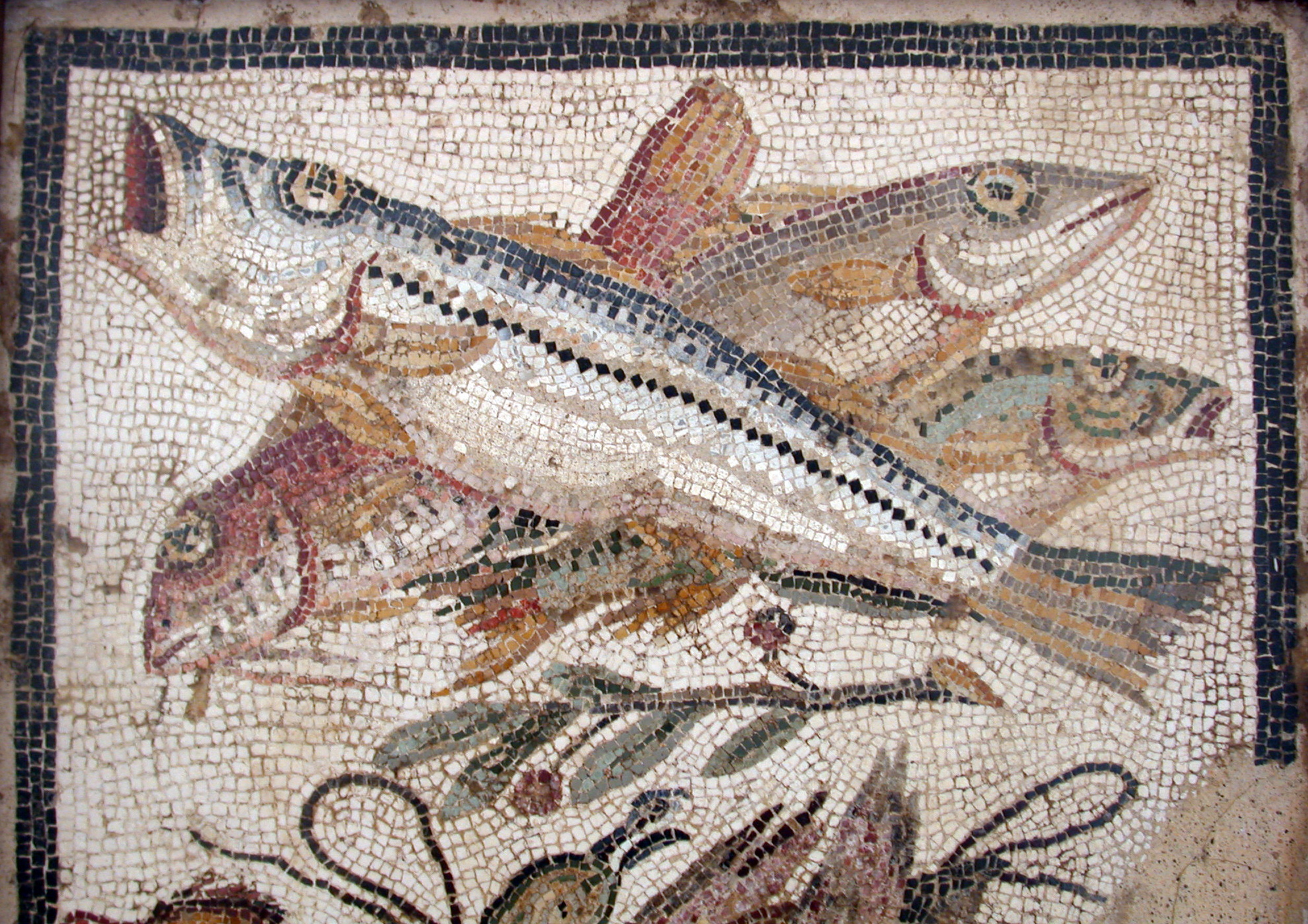
Peces
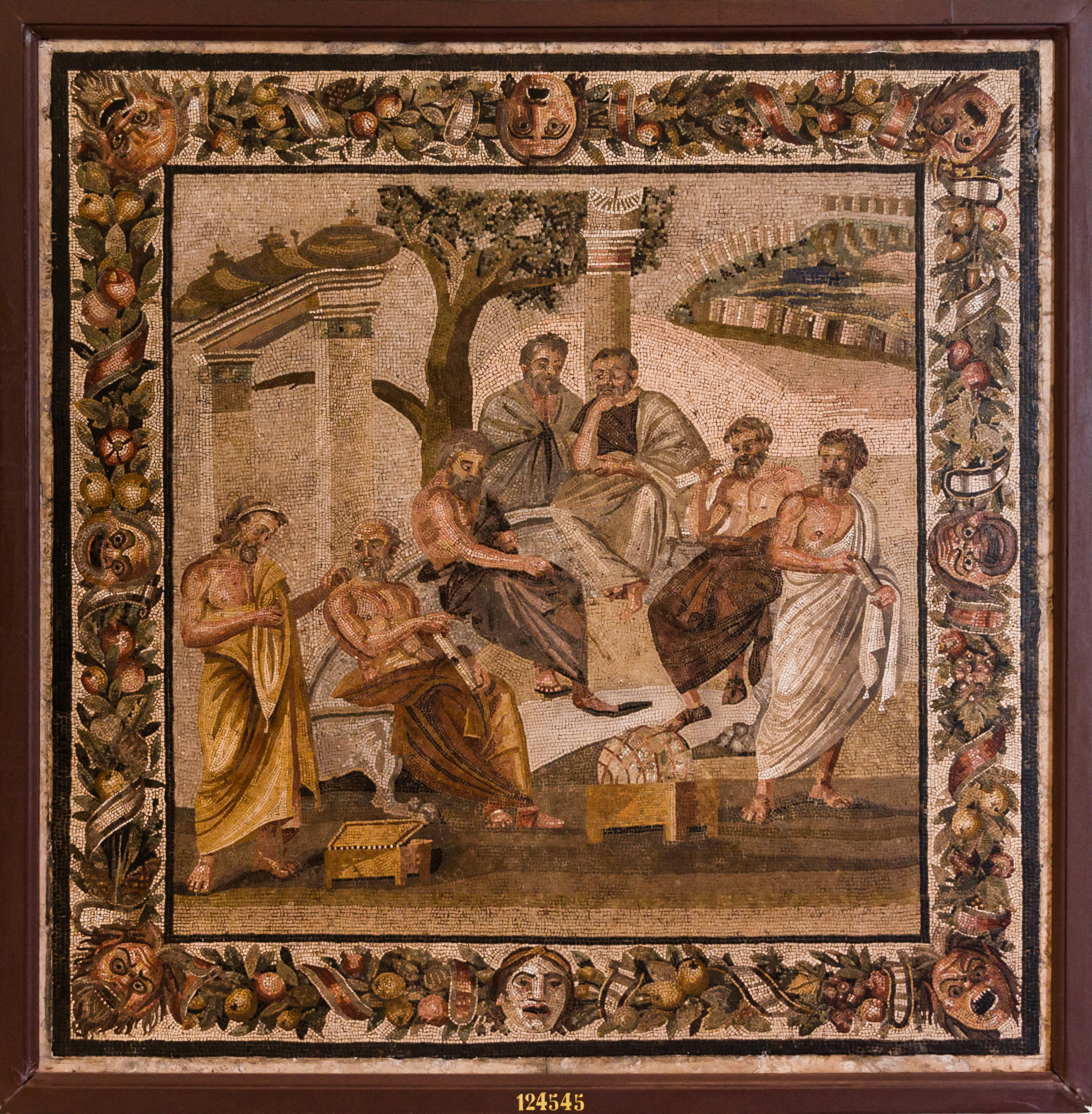
Platón conversando con sus discípulos

### Gabinetto Segreto

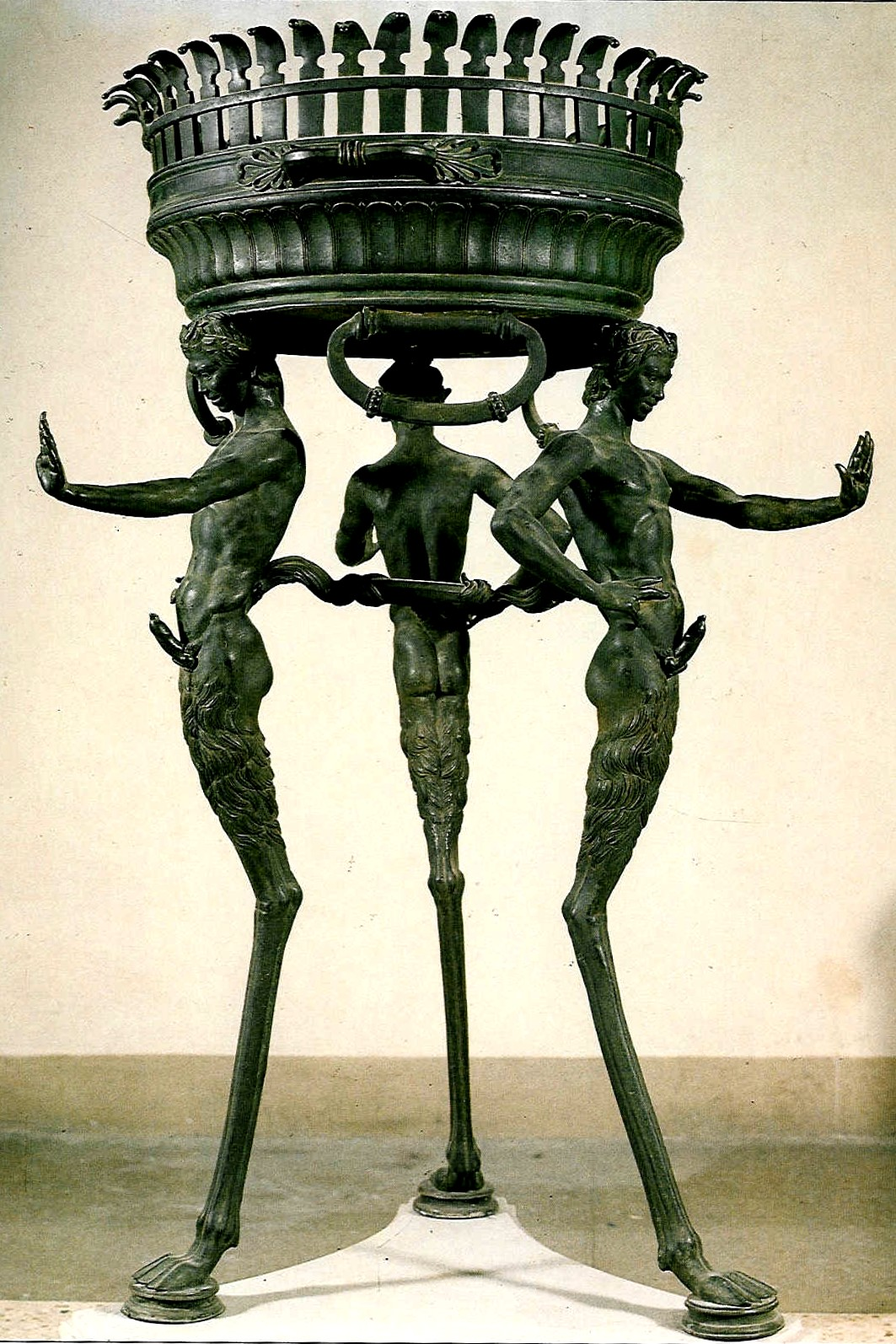
Brasero de bronce con jóvenes sátiros.

El Gabinetto Segreto, fue creado en 1817 como Gabinete de Objetos obscenos, con el fin de conservar las piezas artísticas de tipo erótico que se iban descubriendo, a las que dada la estricta moralidad de la época solo se podía acceder mediante una autorización especial, siempre que el solicitante fuera una «persona de edad madura y de moral reconocida». A mediados de 1850 el Gabinete fue cerrado y no se permitieron más visitas, pero se volvió a abrir por orden de Garibaldi durante el proceso de la unificación italiana, cuando el militar conquistó Nápoles en 1860. El catálogo de la colección fue publicado en 1866. De manera progresiva, la censura del Reino de Italia fue restringiendo aún más el acceso, hasta que volvieron a cerrarlo durante el período fascista, cuando solo se podía visitar con la autorización del Ministerio de Educación. La censura perduró hasta 1967 y la sala no fue definitivamente reabierta al público hasta abril del año 2000. Desde ese momento no hay ningún tipo de censura para su visita, aunque los menores de 14 años solo pueden entrar si van acompañados de sus padres o profesores.

### Frescos
Aunque con un número reducido de ejemplares, sacados de las casas de Pompeya, la colección es de gran importancia ya que presenta un rico panorama de la pintura decorativa romana entre los siglos II a. C. y I d. C., sucesora directa de la pintura griega, que hoy día ha desaparecido casi totalmente. Las obras, en los diversos estilos pompeyanos, muestran temas mitológicos y literarios, naturalezas muertas, paisajes, retratos y escenas de la vida cotidiana, de las ceremonias religiosas relativas a los lares y los penates, además de algunos ejemplares con motivos arquitectónicos.
Después de casi 10 años en que el público no pudo admirar el conjunto de frescos pompeyanos por obras de restauración, desde abril del 2009 se puede visitar la colección completa.

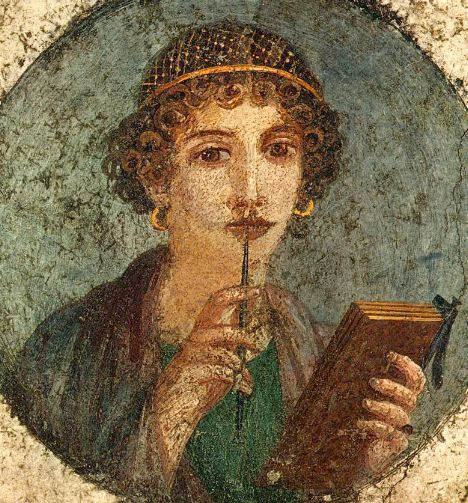
Los frescos bien conservados de Pompeya son una muestra excelente de la cultura de la ciudad.
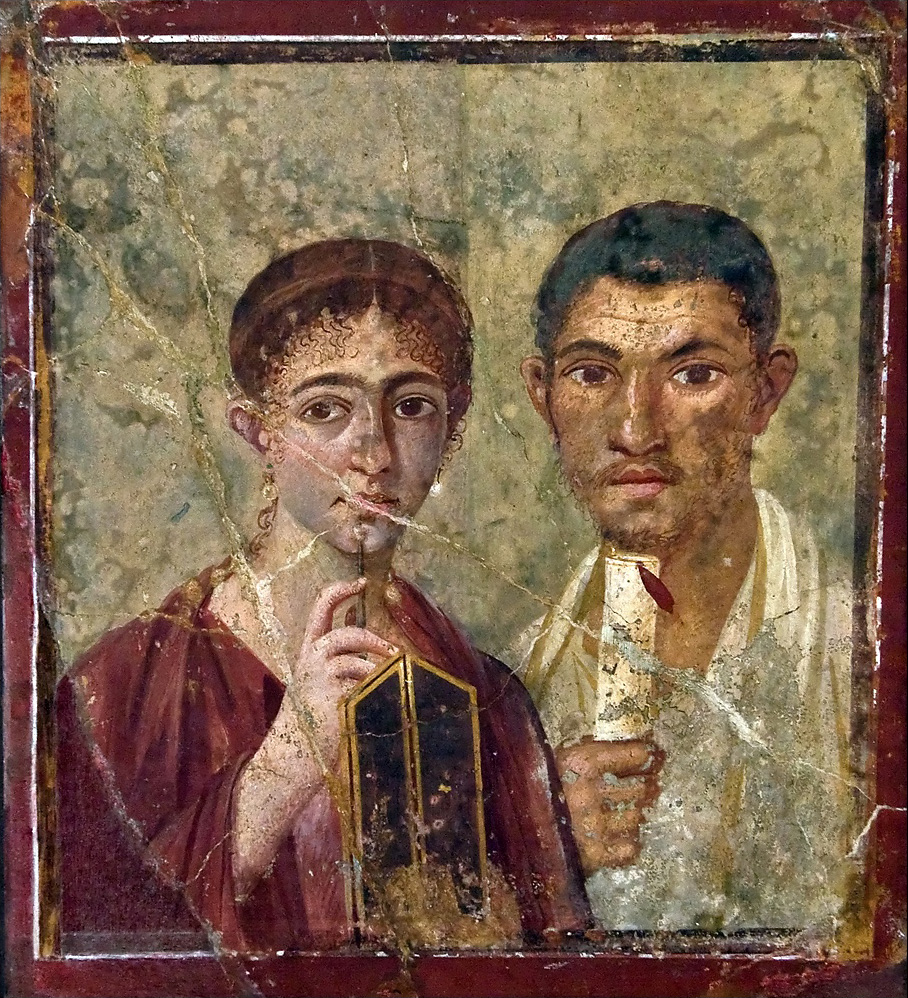
Las tablillas de madera o cera eran de uso común como equivalente barato y desechable del papiro.
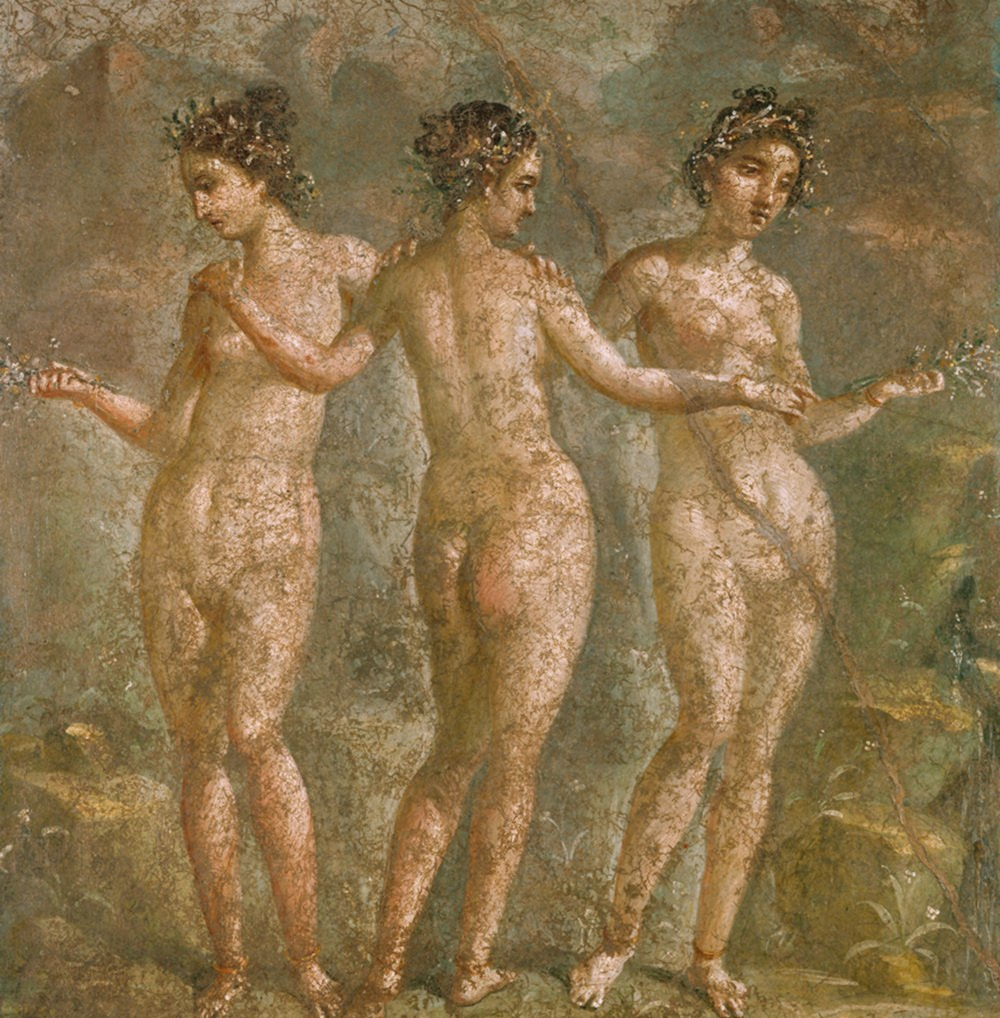
Las Tres Gracias
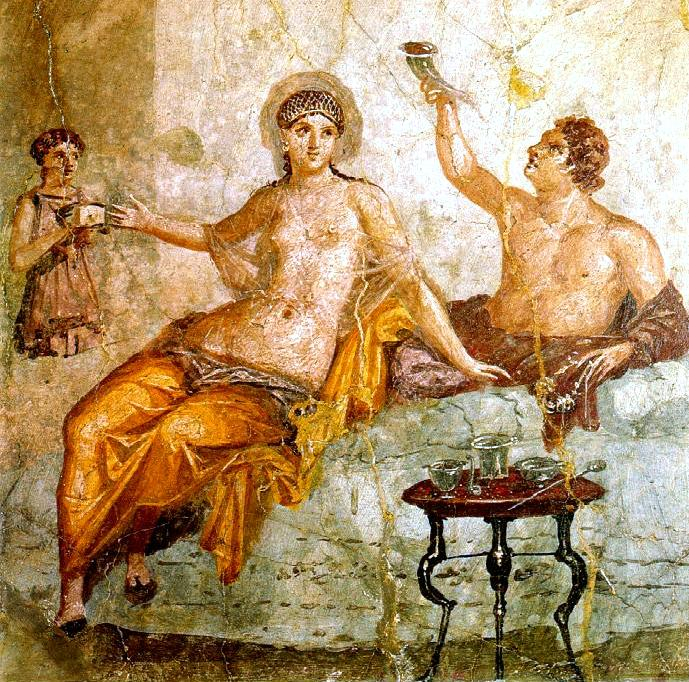
Escena de banquete.

### Templo de Isis
Se muestran las pinturas murales extraídas del Templo de Isis de Pompeya, realizadas en un estilo helenístico de tradición romana pero con muchas características egipcias, además de esculturas, inscripciones y objetos de culto.
En el museo hay un notable conjunto de piezas de plata encontrados en la Casa de Menandro de Pompeya, único por su variedad y la calidad de su artesanía. En cuanto al marfil y la cerámica vidriada, se incluyen piezas de juegos, utensilios de uso cotidiano, ornamentos y objetos de tocador. Así mismo se exhiben vasijas de bronce. Finalmente, de los objetos de vidrio se destacan dos paneles con la representación de Dionisio y el famoso Jarrón Azul, todos de Pompeya.

### Villa de los Papiros
En otras salas se acogen todas las obras de arte encontradas en la Villa de los Papiros, en Herculano, del siglo I d. C., que se cree que perteneció a los Pisones. La villa se excavó en el siglo XVIII mediante el sistema de practicar pequeñas galerías subterráneas, pero aún hoy día se encuentra sepultada en gran profundidad. Destacan las estatuas de bronce, pero faltan los cerca de dos mil rollos de papiro con textos griegos que le dan nombre y que se conservan en la Biblioteca Nacional de Nápoles, en la Officina dei Papiri Ercolanesi, si bien en el museo se conservan dos aún por estudiar y varias fotos de otros ejemplares.

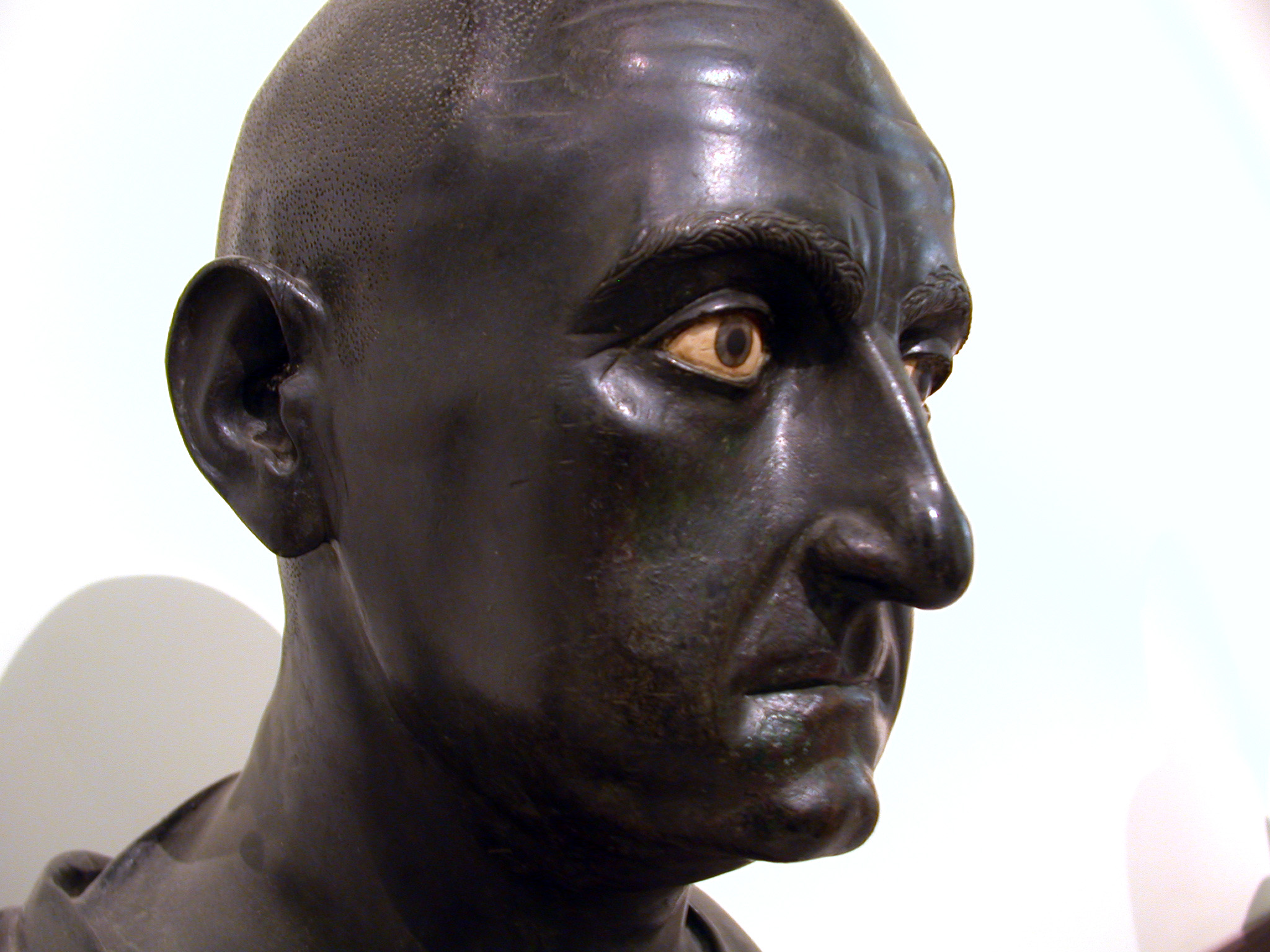
Escipión el Africano.
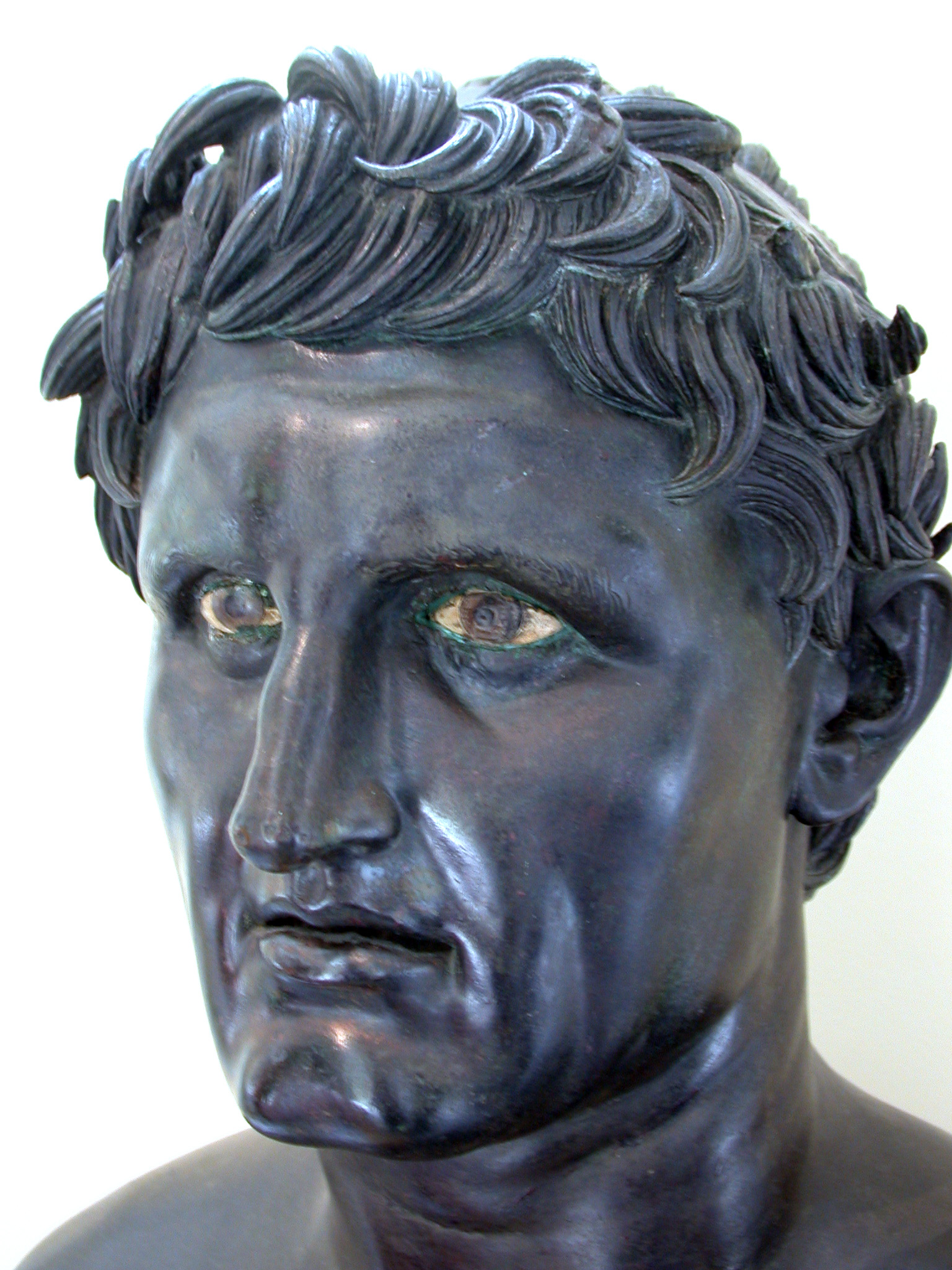
Seleuco I Nicátor.
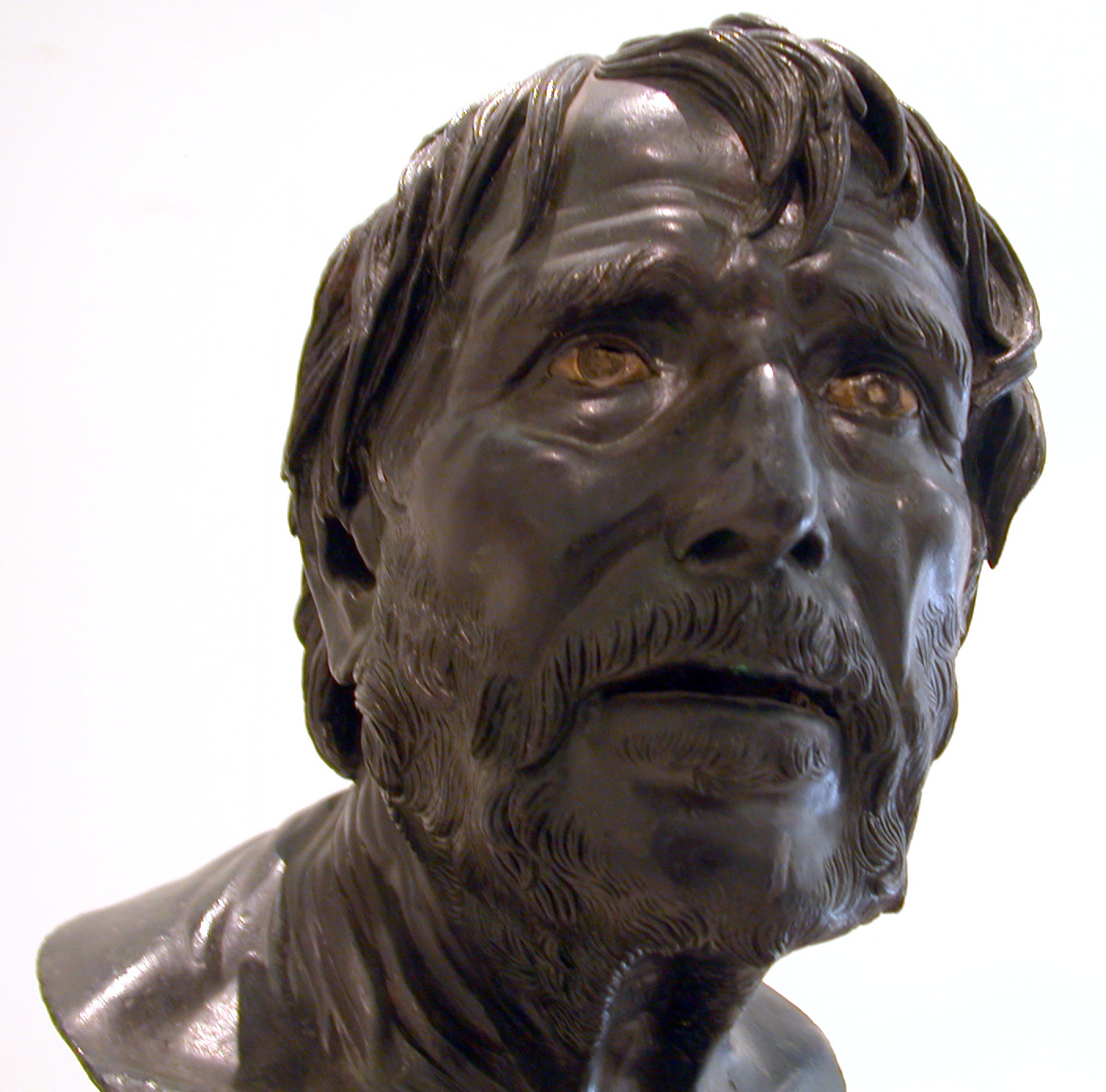
Pseudo-Séneca.
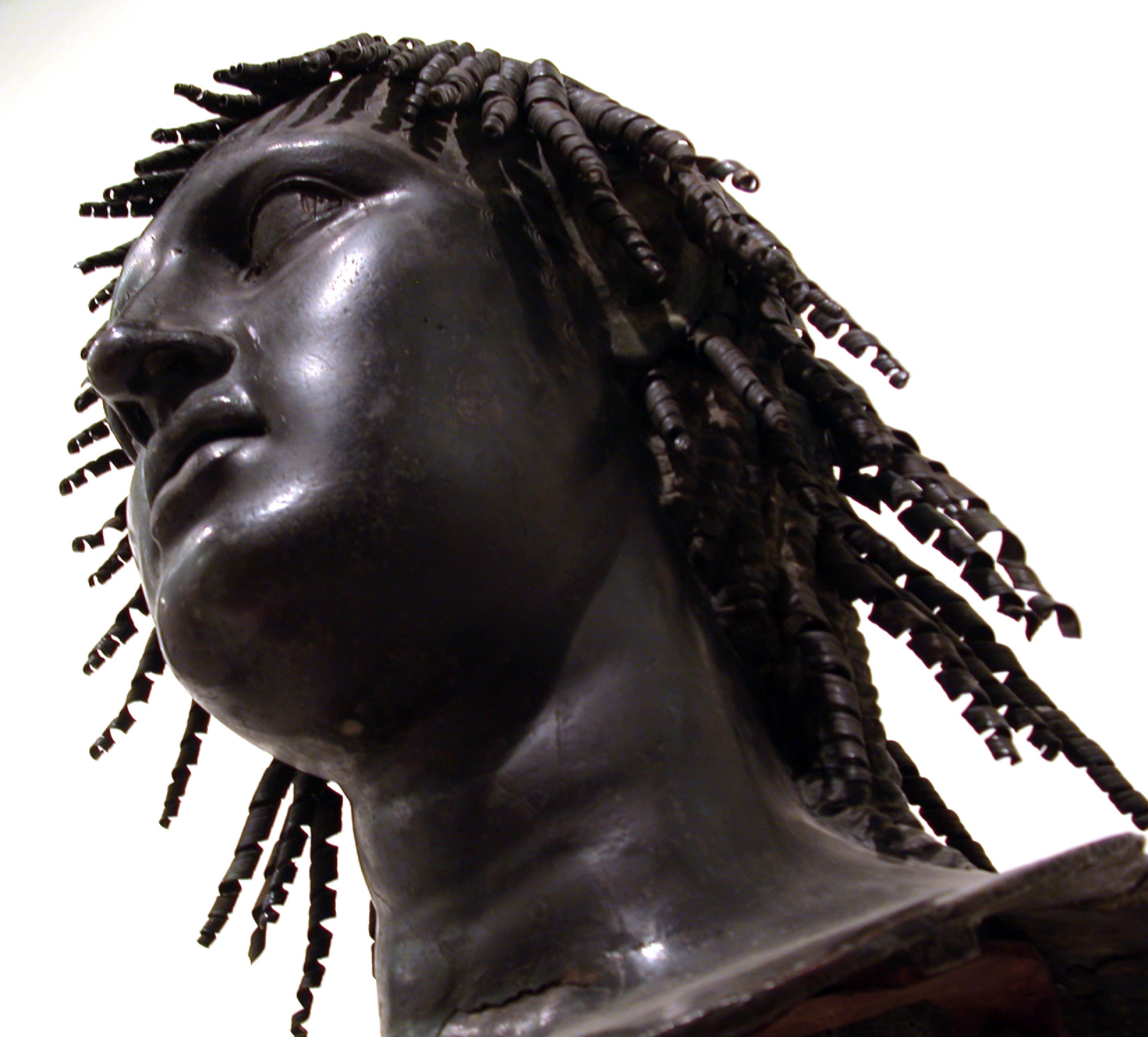
Joven.

## Otras secciones del museo

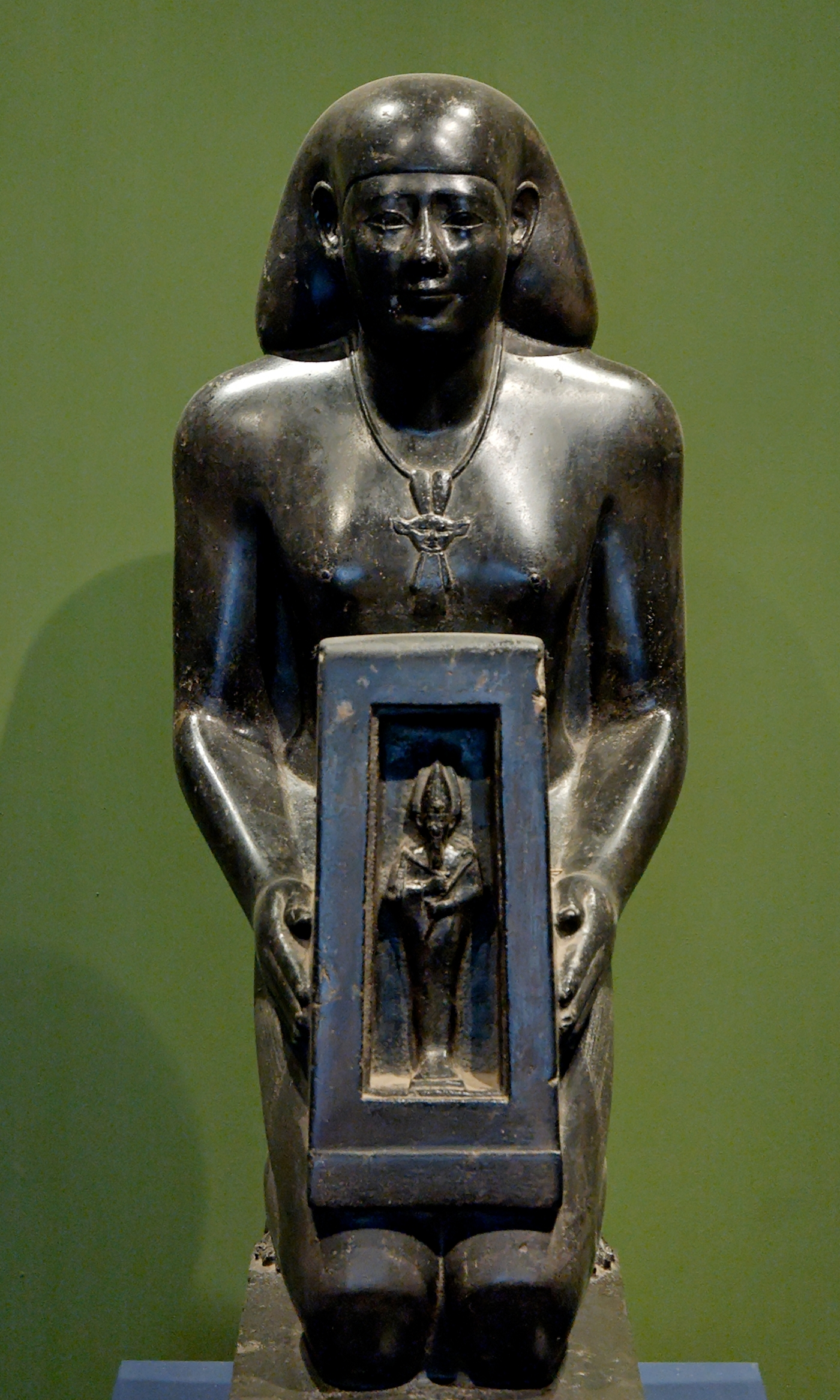
El Naóforo Farnese, estatua de Uah-Ib-Ra Mery-Neith, dinastías XIX-XX del Antiguo Egipto.

### Colección Egipcia
Compuesta básicamente de dos colecciones privadas, la Borgia (siglo XVIII) y la Picchianti (siglo XIX), incluye piezas auténticas y muchos objetos pseudoegipcios provenientes de Pompeya y otras ciudades de la Campania. Las piezas egipcias datan desde el Imperio Antiguo de Egipto (2700-2200 a. C.) hasta la Dinastía Ptolemaica.
Es una de las principales de Italia en su género, en competencia con las del Museo Egipcio de Turín, el más importante del país, y con las colecciones del Museo Arqueológico Nacional de Florencia y los Museos Vaticanos.

### Colección Epigráfica
Contiene importantes inscripciones griegas, oscas, etruscas y latinas de Roma, la Magna Grecia y Campania. Destacan las inscripciones jurídicas y las tablillas de Heraclea.

### Numismática
El museo posee una extensa y preciosa colección de monedas y medallas, en su mayoría integrantes de la Colección Farnese, con cerca de 200.000 ejemplares, que van desde las acuñaciones más antiguas de Grecia hasta el final del Imperio Romano, y con otra sección que abarca desde la Edad Media hasta la época borbónica.

### Nápoles antigua

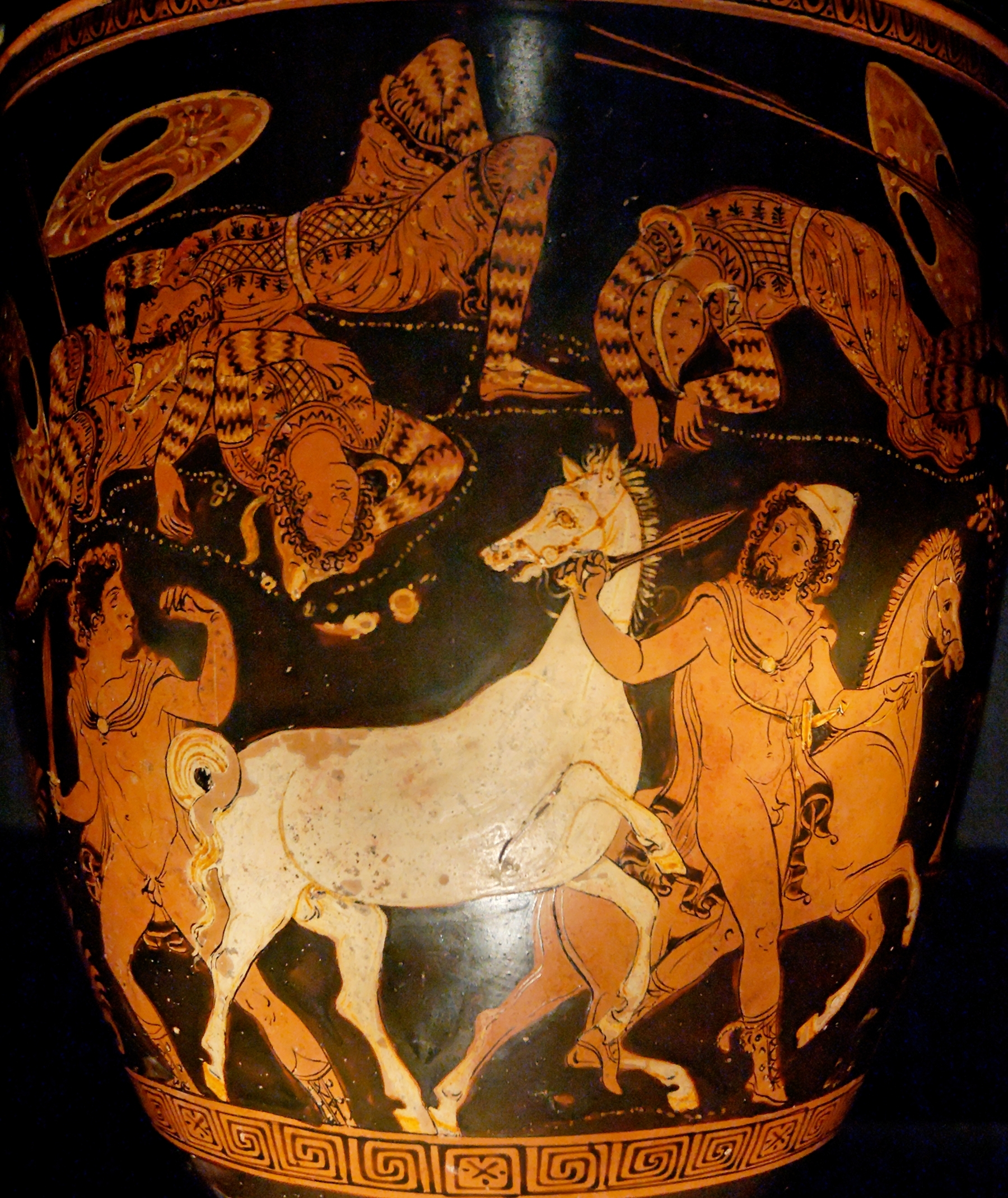
Vaso apulio con la representación de Ulises y Diomedes apoderándose de los caballos de Reso (v. 360 a. C.).

Según la nueva reorganización del museo, hay varias secciones que presentan los hallazgos relativos a las civilizaciones que se desarrollaron junto al golfo de Nápoles durante el período de la colonización griega. Se inician en el siglo VIII a. C. (con el asentamiento de Pithekoússai o Pithecusae, en la isla de Ischia) y llegan hasta la sofisticada cultura helenística, origen de las ciudades griegas de Cumas y Parténope (Neápolis), la cual continuó prosperando hasta el día de hoy como la moderna Nápoles.
- Pithekoússai. Se exhiben los objetos procedentes de Lacco Ameno y otros yacimientos del sur de la isla, la segunda sala está dedicada íntegramente a la recreación de una casa griega de Punta Chiarito (siglo VI a. C.), reconstruida en escala 1:1 , con todo el menaje que se encontró.
- Cumas. Solo se visita la parte relativa a la época fundacional de la colonia, con referencias a la época arcaica. En cuanto a la sección sobre la época clásica (con la rica Colección Cumana de vasos pintados con figuras negras y rojas, procedentes de sus necrópolis), no se sabe cuándo se abrirá al público.

### Magna Grecia
Reúne un gran número de objetos encontrados en la región de la Magna Grecia entre 1700 y 1800, además de importantes donaciones provenientes de colecciones privadas, con terracotas, vasos, pinturas funerarias, joyas, monedas y una gran variedad de otros materiales procedentes de Paestum, Metaponto, Locri, Ruvo di Puglia y Canosa.

### Salón de la Meridiana

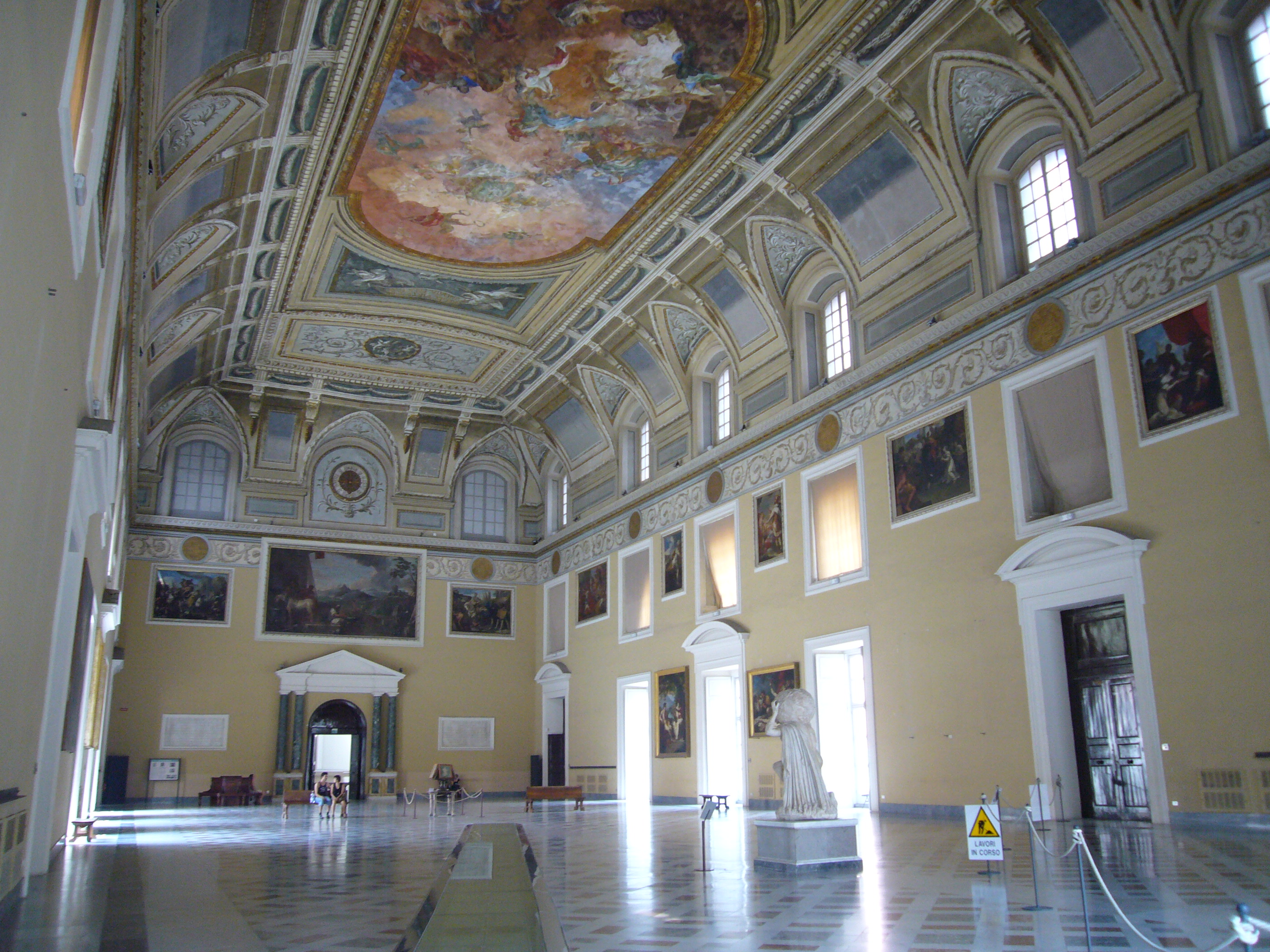
El Salón de la Meridiana.

Ocupada originalmente por la Real Biblioteca, esta sala fue decorada con frescos en el techo, obra de Pietro Bardellini, que muestran La Virtud coronando Fernando y María Carolina. En las paredes se colocaron 18 telas de Giovanni Evangelista Draghi que ilustran las gestas de Alejandro Farnesio en los Países Bajos. En la sala también se exponen un grupo de pinturas academicistas de la escuela napolitana de la primera mitad del siglo XIX y, sobre todo, la célebre estatua del Atlas Farnesio, que forma parte de la Colección Farnesio.
El reloj de sol que hace referencia al nombre del salón (eso es lo que quiere decir meridiana en italiano) está dibujado en el suelo de la sala y data del siglo XVIII, cuando se pensaba instalar un observatorio astronómico en el edificio. Se trata de una obra de arte notable por la belleza de los signos del Zodíaco que tiene representados.